# Píteas
Píteas, ou Pytheas (em grego:Πυθέας; ca. 380 a.C. — ca. 310 a.C.) foi um mercador, geógrafo e explorador grego da colónia Fócida de Massilia (atual Marselha). Por volta de 325 a.C. fez uma viagem de exploração ao Noroeste da Europa, circum-navegando a Grã-Bretanha. Píteas foi o primeiro autor greco-romano a descrever o sol da meia-noite, a aurora polar e os gelos polares, e a mencionar as tribos germânicas.
Píteas relatou as suas viagens num documento intitulado Περι του Ωκεανου (Sobre o Oceano), do qual apenas excertos sobreviveram, citados e parafraseados por autores posteriores. Alguns destes, como Políbio e Estrabão, acusaram Píteas de documentar uma jornada fictícia que nunca poderia ter sido financiada. Apesar disto, actualmente, é aceito que a sua história é plausível.
Em um de seus relatos, Píteas informou ter visitado uma ilha a seis dias de viagem do norte da Escócia, próxima ao mar congelado, e chamou aquela ilha de Thule. Píteas menciona que nestas regiões havia uma substância que não era nem terra propriamente dita, nem mar, nem ar, mas uma substância formada dos três, parecendo pulmões marinhos. Muitos historiadores acreditam que esta ilha tenha sido a Islândia, enquanto outros supõem que ele na verdade referia-se à costa da Noruega.